# Torpön (naturreservat)
Torpön är ett naturreservat i Ydre kommun i Östergötlands län.
Området är naturskyddat sedan 1970 och är 121 hektar stort. Reservatet ligger på sydudden av Torpön och omfattar även öar i Sommen. Reservatet består av hällmarktallskog och i söder lövräd. 